# Biographical Memoirs of Fellows of the Royal Society
La Biographical Memoirs of Fellows of the Royal Society (Memorias biográficas de los Miembros de la Real Sociedad) es una revista académica sobre la historia de la ciencia publicado semestralmente por la Royal Society. También publica obituarios de Miembros de la Royal Society. Fue establecida en 1932 como Obituary Notices of Fellows of the Royal Society y lleva el título actual desde 1955,  con numeración de volúmenes reiniciados desde 1. Antes de 1932, los obituarios se publicaban en el Proceedings of the Royal Society.
Las memorias son un registro histórico significativo, y cada una incluye una completa (bibliografía) de obras separados en temas. Las memorias se escriben a menudo por un científico de la próxima generación, generalmente uno de los propios antiguos alumnos del sujeto, o un colega cercano. En muchos casos, el autor es también un compañero. Biografías notables publicadas en esta revista incluyen a Albert Einstein, Alan Turing, Bertrand Russell, Claude Shannon, Clement Attlee, Ernst Mayr, and Erwin Schrödinger.
Cada año, se reúnen alrededor de 20 a 25 memorias de miembros difuntos de la Real Sociedad, por el redactor jefe, en la actualidad Malcolm Longair, que sucedió a Trevor Stuart en 2016.